# Borama
Borama (in somalo: Boorama, in arabo: بوراما) è una città nella regione Adal del Somaliland, vicino al confine con l'Etiopia; nel 2024, la popolazione della città era approssimativamente di 854.213 residenti. Borama è il centro commerciale di un'arida regione, prevalentemente montagnosa e collinare, nella quale l'allevamento del bestiame è mescolato all'agricoltura di sussistenza.

## Istruzione e sanità
Borama è un importante centro d'educazione ed è la casa della storica Università Amoud, la prima istituzione post-bellica d'istruzione superiore in tutto il Somaliland. 
La città è anche sede di due nuovi istituti scolastici:
- Al-Aqsa
- Scuola Secondaria Ubaya-Ibnuka'ab

Esistono anche altre scuole primarie e materne nella città.
Borama è la sede dell'unica scuola per sordi del Somaliland.
La scuola per sordi di Borama addestra e fornisce ai bambini sordi un'educazione che si estende fino alla scuola superiore. Da quando la scuola è la prima e la sola di questo tipo, ha attratto un grande numero di bambini sordi dalla vicina Somalia e persino oltre.
C'è, infine, un ospedale per la cura della tubercolosi, fondato da Annalena Tonelli, vincitrice nel 2003 del Nansen Refugee Award da parte del UNHCR e successivamente morta assassinata da un commando islamico  proprio nello stesso istituto dopo 33 anni d'attività.

## Ricettività
A Borama si trovano due importanti alberghi, entrambi nella parte ovest della città.